# Молдавија на Песми Евровизије 2022.
Молдавија ће учествовати на Песми Евровизије 2022 у Торину, у Италији. Молдавија је у 2022. години бирала свог представника кроз интерни избор. Првобитно, требало је да буде организовано национално финале, међутим, 28. јануара 2022, ТРМ је најавио да ће, због проблема са организовањем националног финала, уместо тога спровести интерну селекцију у којој ће стручни жири изабрати победника.

## Пре Евровизије

### Интерна селекција
Првобитно, ТРМ је испланирао национално финале Selecția Națională 2022. (срп. Национални избор 2022) за избор молдавског представника за Песму Евровизије 2022. Финале је требало да се одржи у ТРМ Студију 2 у Кишињеву, са аудицијом уживо 29. јануара 2022. и  финалом 5. марта 2022. Међутим, 28. јануара 2022. ТРМ је објавио да је национално финале отказано и да ће уместо тога бити организована интерна селекција због проблема са организовањем националног избора због пандемије ковида 19. Учесник из Молдавије био је изабран након рунде аудиције уживо, која је првобитно била део отказаног избора.

#### Учесници
Извођачи и композитори су имали прилику да пријаве своје радове између 20. децембра 2021. и 24. јануара 2022. године. Право на такмичење су имали певачи старији од шеснаест година и све песме које су пријављене нису смеле да буду изведене или објављене пре 1. септембра 2021. Већина песама је пристигла изван Молдавије.
Аудиција уживо се одржала 29. јануара 2022. у ТРМ студију у Кишињеву. Тридесет уметника који се такмиче за круг аудиције откривено је 24. јануара 2022, заједно са њиховим песмама.
| Р. бр. | Извођач                           | Песма                           | Композитор(и) |
| ------ | --------------------------------- | ------------------------------- | --- |
| 1.     | Y-Limit                           | „Nothing More"                  | Roman Lupu |
| 2.     | Katy Rain                         | „Lele"                          | Ecaterina Tostogan-Condrea |
| 3.     | Zdob și Zdub & Frații Advahov     | „Trenulețul"                    | Andrei Cebotari, Victor Dandeș, Mihai Gîncu, Roman Iagupov, Valeriu Mazîlu, Sveatoslav Staruș, Vasile Advahov, Vitalie Advahov |
| 4.     | Marcela Scripcaru                 | „Starlight"                     | Aaron Sibley, Nikos Sofis |
| 5.     | Naminal                           | „Stop Tonight"                  | Непознато |
| 6.     | Dianna Rotaru                     | „My Time Is Now"                | Ylva Persson, Linda Persson, Rickard Bonde Truumeel                                                                            |
| 7.     | The Tramps                        | „Sky Blues"                     | Непознато |
| 8.     | Trio Eva                          | „Get a Kiss"                    | Mădălina Țurcan, Michael Ra |
| 9.     | Denis Midone                      | „Run Away"                      | Непознато |
| 10.    | Саша Богнибов                     | „(I Just Had) Sex with Your Ex" | Jacob Jonia |
| 11.    | Annet Smirnova                    | „Toxic Eyes"                    | Mădălina Țurcan, Michael Ra |
| 12.    | Ricky Ardezianu                   | „Cherchez la femme"             | Ion Istrati, Tatiana Postolache                                                                                                |
| 13.    | Tudor Bumbac                      | „Iartă-mă că te iubesc"         | Tudor Bumbac |
| 14.    | Lemonique                         | „Boys"                          | Michael Ra, Sergiu Ionaș, Mary Vegga, Fox Banger                                                                               |
| 15.    | Carolina Gorun and Danieli Shvets | „Take Me Anywhere"              | Ylva Persson, Linda Persson, Rickard Bonde Truumeel                                                                            |
| 16.    | Mihaela Andrei                    | „Libre"                         | Paul Gamurari, Anatolie Vornicescu                                                                                             |
| 17.    | Maxim Zavidia                     | „Ready"                         | Pasha Rudenko, Arina Berezhnaya, Alexey Streltsov, Nikos Sofis                                                                 |
| 18.    | Emilia Russu                      | „Yama"                          | Emilia Russu |
| 19.    | Lanjeron                          | „Magic Carpet"                  | Непознато |
| 20.    | Pelageya Stefoglo                 | „I'm the Only One"              | Yuliya Ogiokhyna |
| 21.    | Sendrei                           | „Beginners' Luck"               | Elviss Pētersons, Elad Lahmany                                                                                                 |
| 22.    | Viola Julea                       | „Before (Twin Flame)"           | Ylva Persson, Linda Persson |
| 23.    | Angel Kiss                        | „The Sunshine in Me"            | Jacob Jonia |
| 24.    | Valeria Barbas                    | „My Tree"                       | Непознато |
| 25.    | Diana Elmas                       | „Spirit High"                   | Jacob Jonia |
| 26.    | Ana Cernicova                     | „Silent Battlefield"            | Þórhallur Halldórsson, Nikos Sofis                                                                                             |
| 27.    | Ferum                             | „Love Is"                       | Dmitrii Jelezoglo |
| 28.    | Viorela Moraru                    | „Tell Me That You Love Me"      | Непознато |
| —      | Мискетилав                        | „Intro"                         | Мискетилав |
| —      | Саша Богнибов                     | „My Friend Is Gay"              | Саша Богнибов |

1. ↑  Мискетилав се повлачи из такмичења 25. јануара из личних разлога.[7]
2. ↑  Из непознатих разлога, Саша Богнибов је извео само једну од своје две песме.

## Песма Евровизије 2022.
Према правилима Песме Евровизије, све државе осим домаћина и велике петорке морају да се такмиче у једном од полуфинала како би прошле у финале. 10 песама са највише поена из сваког полуфинала пролази у финале. Европска радиодифузна унија дели земље у шешире на основу гласачких савеза у прошлим издањима, тако да земље које често гласају једне за друге буду у истом шеширу. Отприлике пола сваког шешира се нађе у једном полуфиналу, а друга половина у другом. У јануару 2022, објављено је да ће се Молдавија такмичити у првом полуфиналу.